# Rho Gruis
Rho Gruis (59 Gruis) é uma estrela na direção da constelação de Grus. Possui uma ascensão reta de 22h 43m 29.97s e uma declinação de −41° 24′ 50.8″. Sua magnitude aparente é igual a 4.84. Considerando sua distância de 222 anos-luz em relação à Terra, sua magnitude absoluta é igual a 0.68. Pertence à classe espectral K0III.